# Jan Mastalerz (pułkownik)
Jan Mastalerz (ur. 23 maja 1894 w Warszawie, zm. ?) – pułkownik Armii Czerwonej i ludowego Wojska Polskiego, naczelny prokurator wojskowy w latach 1944–1946.

## Życiorys
Syn Ignacego. W latach 1913–1915 w Warszawie pracował jako ślusarz i pracownik stacji kolejowej Warszawa-Praga. W czasie I wojny światowej został ewakuowany w głąb Rosji. Do 1917 pracował na kolei w Pskowie i Piotrogrodzie. W latach 1919–1939 był sędzią sądów wojskowych Armii Czerwonej: przewodniczącym Trybunału Wojennego 45 Dywizji Strzelców, zastępcą przewodniczącego Trybunału Wojennego 6 Korpusu Piechoty, członkiem kolegium Trybunału Floty Bałtyckiej, a następnie prokuratorem 16 Białoruskiego Korpusu oraz pomocnikiem prokuratora Garnizonu Baku. Od 1925 prokuratorem Prokuratury Wojskowej Armii Czerwonej. Ukończył specjalny kurs w Akademii Wojskowej im. Michaiła Frunzego w Moskwie. Prokurator Prokuratury Specjalnego Korpusu Kolejowego od 1938 do lipca 1941. Po ataku III Rzeszy na ZSRR powołany na stanowisko prokuratora Prokuratury Wojskowej  w Jarosławiu.
15 lutego 1944 oddelegowany do służby w ludowym Wojsku Polskim. Początkowo jako prokurator Prokuratury Armii Polskiej w ZSRR, a później 1 Armii WP. Od 2 września 1944 do stycznia 1946 był naczelnym prokuratorem wojskowym. Następnie I zastępca prezesa Najwyższego Sądu Wojskowego do marca 1947. 21 marca 1947 powrócił do ZSRR.